# Lampassé
En héraldique, lampassé s'utilise pour qualifier la couleur de la langue d'un animal, quand celle-ci est d'une couleur différente de l'animal : lion d'azur lampassé de gueules.

Le terme langué est utilisé dans le même sens. La différence entre les deux réside uniquement dans leur emploi spécifique selon l'animal concerné.
Jusqu'à la fin du Moyen Age, l'usage de doter telle ou telle partie du corps d'une couleur différente, reste facultatif. Il dépend du soin et de la fantaisie des artistes et des auteurs d'armoriaux.

## Usage de «lampassé» (et de «langué»)
Le bestiaire héraldique ne présente pas une catégorie spéciale d'animaux montrant leur langue par défaut, et donc susceptibles d'être lampassés (ou langués). Selon Veyrin-Forrer, les animaux, même la bouche ouverte, ont été présentés sans langue jusqu'au XIVe siècle. Cela reste la règle pour la majorité des animaux, sauf pour une liste réduite (voir ci-dessous).
On trouve parfois « lampassé du même » ou « langué du même », ce qui semble constituer un pléonasme, et l'est quand il s'agit d'un animal montrant habituellement sa langue. Toutefois cette expression prend tout son sens pour un animal dont la langue est d'ordinaire cachée, ou même quand l'usage à ce sujet n'est pas bien établi.

## Différences d'emploi entre «lampassé» et «langué»
La majorité des auteurs s'accorde à dire que « lampassé » peut s'appliquer à tous les animaux, mais que « langué » est préférable pour certains. Cependant, chaque auteur semble avoir son idée personnelle sur les animaux concernés par l'un ou l'autre de ces termes :
| Date | Auteur                                   | Titre                                                             | Lampassé                      | Langué                          |
| ---- | ---------------------------------------- | ----------------------------------------------------------------- | ----------------------------- | ------------------------------- |
| 1600 | P. Palliot                               | La Vraye et parfaite science des armoiries                        | tous animaux                  | synonyme moins fréquent         |
| 1694 |                                          | Dictionnaire Académique                                           | Lion uniquement               | non défini                      |
| 1772 | Diderot - d'Alembert                     | L'Encyclopédie                                                    | tous animaux.                 | usage inutile                   |
| 1780 | P. Menestrier                            | Dictionnaire universel des termes du Blason                       | tous animaux                  | Aigle uniquement                |
| 1798 |                                          | Dictionnaire Académique                                           | Lion uniquement               | oiseaux                         |
| 1816 | N. Vitton de Saint Allais                | Dictionnaire Encyclopedique Noblesse de France                    | quadrupèdes                   | Oiseaux + reptiles              |
| 1843 | Borel d'Hauterive                        | Annuaire 1843 - Dictionnaire de Blason ou Petit manuel Héraldique | quadrupèdes                   | oiseaux                         |
| 1861 | C. Granmaison                            | Dictionnaire héraldique                                           | tous                          | Aigle uniquement                |
| 1864 | A. de la Porte                           | Trésor Héraldique                                                 | tous animaux                  | oiseaux                         |
| 1872 | J. Guignard                              | Nouvel Armorial du Bibliophile                                    | tous animaux                  | usage inutile                   |
| 1885 | Jouffroy d'Eschavannes                   | Traité complet de la Science du Blason                            | tous animaux                  | oiseaux                         |
| 1885 | E. Simon de Boncourt                     | Grammaire du blason                                               | tous                          | Aigle uniquement                |
| 1887 | J.B. Rietstap                            | Dictionnaire des termes du Blason.                                | animaux sauvages              | oiseaux et animaux domestiques  |
| 1889 | H. Gourdon de GenouillacL'Art Héraldique | Dictionnaire des termes du Blason.                                | Quadrupèdes + Aigle           | oiseaux (sauf aigle) et griffon |
| 1899 | L.A. Duhoux d'Argicourt                  | Alphabet et Figures de tous les termes du Blason                  | tous animaux sauf oiseaux     | oiseaux mais règle non absolue. |
| 1901 | Cte Alph. O'Kelly de Galway              | Dictionnaire archéologique et explicatif de la Science du Blason  | quadrupèdes                   | oiseaux                         |
| 1904 | Dr Félix Lobligeois                      | Petit abrégé d'art héraldique.                                    | tous animaux                  | usage inutile                   |
| 1905 |                                          | Larousse Dictionnaire encyclopédique en 7 volumes.                | tous animaux sauf oiseaux     | oiseaux                         |
| 1942 | D.L. Galbreath                           | Manuel du Blason (révisé Jequier 1977)                            | Lion. (autre ?)               | Aigle (autre ?)                 |
| 1949 | G.D'Haucourt-G.Durivault                 | Que sais-je le blason.                                            | tous animaux                  | usage inutile                   |
| 1951 | T. Veyrin-Forrer                         | Precis d'héraldique                                               | Lion, Léopard, Griffon, Aigle | les autres                      |
| 1976 | O. Neubecker                             | Le grand livre de l'héraldique.                                   | non défini                    | non défini                      |
| 1979 | Michel Pastoureau                        | Traité d'héraldique                                               | quadrupèdes                   | non défini                      |
| 1984 | P Joubert                                | L'héraldique                                                      | quadrupèdes                   | oiseaux                         |
| 1985 | G. de Crayencourt                        | Dictionnaire héraldique                                           | tous                          | ne se dit pas                   |
| 1989 | G. Eysenbach                             | Histoire du blason et science des armoiries                       | Lion uniquement               | Aigle uniquement                |
| 1994 | J.M. Thiebaud                            | Dict. des termes du blason                                        | mammifères, surtout fauves    | oiseaux et reptiles             |
| 1998 | Ch-M de Sainte-Melaine                   | Précis de science héraldique.                                     | Lion uniquement               | Aigle uniquement                |
| 2002 | C. Wenzler                               | Guide de l'héraldique.                                            | tous sauf oiseaux             | oiseaux sauf aigle (lampassée)  |
| 2006 | G. Audoin                                | L'art héraldique.                                                 | tous.                         | usage inutile                   |

En conclusion, à part le lion, et son alter ego le léopard, qui relèvent unanimement du « lampassé », les règles d'emploi sont on ne peut plus floues. L'usage recommandé de « langué » pour les oiseaux a une portée insignifiante (leur langue étant très rarement figurée), sauf pour l'aigle (seul oiseau à langue quasiment toujours apparente). Peut-on donner le conseil d'utiliser systématiquement « lampassé » pour tous, ce qui, outre la simplification, rassemble un maximum de consensus ?
- Seule l'héraldique française et celle italienne utilisent deux termes distincts, ce que ne fait pas même l'héraldique anglaise, pourtant proche de la française.

## Fréquence de la présence d'une langue selon les animaux

### Mammifères sauvages

Lion Langue : toujours D'azur au lion d'or lampassé de gueules. (Gumbrechtshoffen; 67)
Léopard Langue : toujours De gueules aux deux léopards d’or, armés et lampassés d’azur (duché de Normandie)
Loup Langue : toujours D'azur à deux loups d'argent lampassés de gueules,... (Louveciennes)
Ours Langue : souvent Parti d'argent et d'azur, à un ours de sable en pied, lampassé de gueules, brochant. (Kientzheim)
Renard Langue : parfois De gueules à un renard d’or, armé et lampassé d’azur. (Melian de Lis)
Bouquetin Langue : souvent d'argent à un bouquetin naissant de sable lampassé de gueules (Interlaken)
Cerf Langue : rarement d'azur à un cerf d'or ramé, ancorné, lampassé et colleté de gueules Öland (Suède)

- Lion
Langue : toujours 

D'azur au lion d'or lampassé de gueules.
(Gumbrechtshoffen; 67)
- Léopard 
Langue : toujours 

De gueules aux deux léopards d’or, armés et lampassés d’azur
 (duché de Normandie)
- Loup 
Langue : toujours 

D'azur à deux loups d'argent lampassés de gueules,...
 (Louveciennes)
- Ours 
Langue : souvent 

Parti d'argent et d'azur, à un ours de sable en pied, lampassé de gueules, brochant.
 (Kientzheim)
- Renard
Langue : parfois 

De gueules à un renard d’or, armé et lampassé d’azur.
 (Melian de Lis)
- Bouquetin 
Langue : souvent 

d'argent à un bouquetin naissant de sable lampassé de gueules 
(Interlaken)
- Cerf
Langue : rarement 

d'azur à un cerf d'or ramé, ancorné, lampassé et colleté de gueules 
Öland (Suède)

### Mammifères domestiques

Bouc Langue : parfois d'azur au bouc saillant d'argent lampassé de gueules (Bischheim)
Chien Langue : parfois (selon espèce) De gueules à la tête de chien d'or lampassée d'argent, accompagnée ... (Marnes-la-Coquette 92)

- Bouc
 Langue : parfois

d'azur au bouc saillant d'argent lampassé de gueules
 (Bischheim)
- Chien
 Langue : parfois (selon espèce)

De gueules à la tête de chien d'or lampassée d'argent, accompagnée ...
 (Marnes-la-Coquette 92)

### Oiseaux

Aigle Langue : quasi toujours D'argent à l'aigle de sable, armée et lampassée ou languée de gueules (Kintzheim 67)
Coq Langue : rarement De gueules à un coq d'argent langué (et allumé ?) de sable Koppigen (CH)
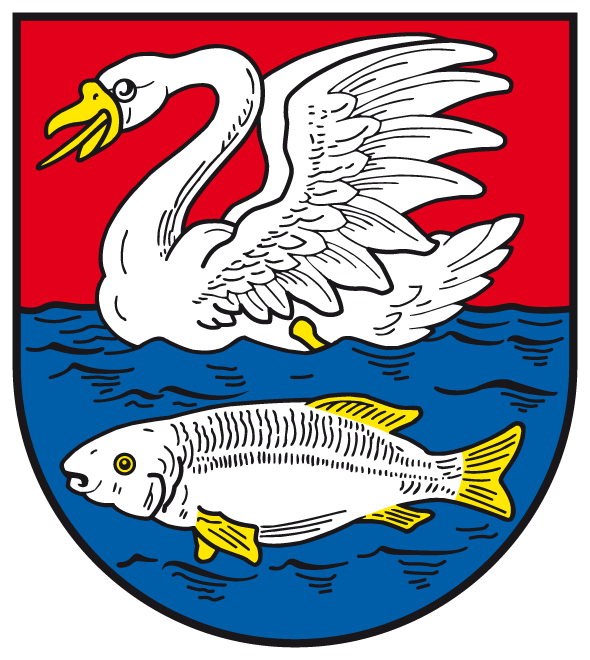
Cygne Langue : rarement De gueules à un cygne d'argent becqué et lampassé (ou langué) d'or nageant sur une onde d'azur dans laquelle nage sous lui un poisson aussi d'argent loré d'or Nachterstedt

- Aigle
Langue : quasi toujours

D'argent à l'aigle de sable, armée et lampassée ou languée de gueules
(Kintzheim 67)
- Coq
 Langue : rarement 

De gueules à un coq d'argent langué (et allumé ?) de sable
 Koppigen (CH)
- Cygne
 Langue : rarement 

De gueules à un cygne d'argent becqué et lampassé (ou langué) d'or nageant sur une onde d'azur dans laquelle nage sous lui un poisson aussi d'argent loré d'or
Nachterstedt

### Animaux imaginaires
Les animaux imaginaires sont des recompositions à partir d'éléments empruntés à des animaux les plus divers. Pas d'invention de forme, sauf la tête du dragon peut-être. L'état de la langue sera identique à ce qu'il est pour celui qui a fourni le modèle de tête...
Les animaux imaginaires se répartissent en deux groupes : les chimériques (ou fabuleux) et les monstrueux.
Un animal chimérique n'utilise pas d'éléments humains.
Un animal monstrueux par contre utilise (au moins) une tête humaine. Or l'humain ne montre pas sa langue, donc l'animal monstrueux non plus, selon le principe exposé ci-dessus.

Griffon Langue : quasi toujours D'azur au griffon d'or, armé, becqué et lampassé de gueules (Saint-Brieuc)
Dragon Langue : toujours D'azur à un dragon d'or, lampassé de gueules, s'essorant en fasce. (Bévillers)

- Griffon
Langue : quasi toujours

D'azur au griffon d'or, armé, becqué et lampassé de gueules
(Saint-Brieuc)
- Dragon 
Langue : toujours

D'azur à un dragon d'or, lampassé de gueules, s'essorant en fasce.
(Bévillers)

## À l'étranger
Le terme lampassé (et son comparse le terme langué) sont tous deux traduits par les mêmes mots dans les lexiques héraldiques étrangers : langued pour l'anglais, lampassat en occitan, gezungt pour l'allemand, linguada en espagnol, lampassato (et son comparse l'attribut linguato) en italien, lampassado en portugais et getongd en néerlandais.